# Molly Holly
Noreen Kristina Greenwald, surnommée Nora Greenwald, née le 7 septembre 1977 à Forest Lake,  mieux connue sous le nom de Molly Holly, est une ancienne catcheuse américaine. Greenwald est connue pour ses apparitions avec la World Championship Wrestling et la World Wrestling Entertainment.

## Carrière

### Débuts
Greenwald a commencé l'entraînement pour devenir catcheuse avec Dean Malenko à Tampa en Floride en 1997. Elle a fait ses débuts le 2 août 1997 à la World Professional Wrestling Federation (WPWF) avec pour surnom Starla Saxton. Greenwald a catché dans le circuit indépendant entre 1997 et 1998, gagnant deux ceintures. Elle a éventuellement battu the Wench pour gagner le WPWF Womens Title. Le 21 août 1998, elle a battu Malia Hosaka pour gagner le New Dimension Wrestling Women's Title, mais l'a perdu un jour après.
Elle est apparue aussi à la World Championship Wrestling en tant que Starla Sexton et à la World Wrestling Federation toujours en tant que Starla Saxton mais cette fois en tant que jobber, ratant son occasion de devenir WWE Women's Champion contre Jacqueline dans un épisode de WWF Sunday Night HEAT diffusé en octobre 1998. Fin 1999, elle a eu une brève feud avec Brandi Alexander durant la période où elle catchait dans le circuit indépendant de Floride.

### World Wrestling Federation/Entertainment (2000-2018)
Lors d'Armageddon 2000, elle perd un Triple Threat Match comprenant Trish Stratus et Ivory, la championne qui conserva son titre.
Le 12 juillet 2000, elle gagne contre Trish Stratus par disqualification à cause du coup de couvercle de poubelle que Trish lui a donné.
Lors du 10 juin 2002, elle gagne contre Trish Stratus et l'étouffe avec un bandana caché dans sa chaussure gauche.
Lors d'Unforgiven 2002, elle perd son titre de Women's Championship contre Trish Stratus.
A WrestleMania X8, elle remporte le WWE Hardcore Championship en assommant The Hurricane avec une casserole, mais le perd peu de temps plus tard au profit de  Christian qui l'assomme d'un coup de porte.
Le 2 mars 2003, elle perd contre Victoria pour le Women's Championship.
Le 2 octobre 2003, elle perd contre Jazz par soumission.
Au Royal Rumble 2004, elle perd contre Victoria dans un match où son titre n'était pas en jeu.

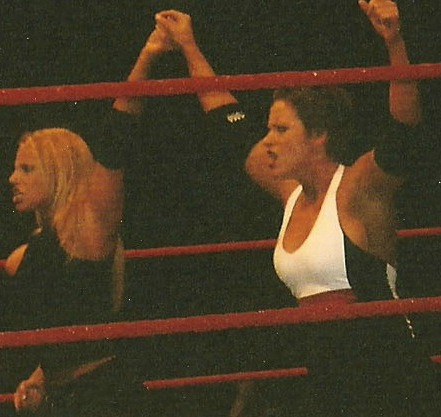
La catcheuse avec Trish Stratus en 2004.

A WrestleMania XX, elle perd un Hair vs Hair match pour le WWE Women's Championship face à Victoria. Elle se fait raser la tête par cette dernière.
Le 21 février 2005, elle perd un Triple Threat match pour le Women's Championship comprenant Victoria et la championne, Trish Stratus qui gagna ce match.

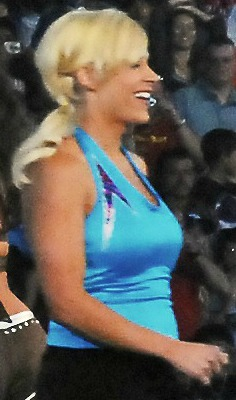
La catcheuse à WrestleMania 25.

Après avoir quitté la WWE en 2005, elle fait une apparition à WrestleMania 25 où elle participe à la bataille royale pour être Miss WrestleMania mais perd le match[réf. nécessaire].
Lors du Royal Rumble 2018, dans le premier Royal Rumble Match féminin, elle entre en 12e position en éliminant Sarah Logan mais elle se fait éliminer par Michelle McCool.

### Second retour à la World Wrestling Entertainment (2021)

#### WWE Hall of Fame (2021)
Le 6 avril 2021, elle est intronisée au WWE Hall of Fame.

## Palmarès
- New Dimension Wrestling
  - NDW Women's Championship (1 fois)[3]
- World Professional Wrestling Federation
  - WPWF Women's Championship (1 fois)
- World Wrestling Federation/Entertainment
  - WWF Hardcore Championship (1 fois)[5]
  - WWE Women's Championship (2 fois)[6]
  - WWE Hall of Fame (2021)

## Autres médias
En 2002, elle apparaît dans l'émission américaine Fear Factor (en) avec d'autres lutteurs de la WWE : Test, Lita, Jacqueline Moore, Jeff Hardy et Matt Hardy pour l'association American Cancer Society.
Elle est revenue à la WWE en 2009, le temps d'un match à Wrestlemania 25 dans la bataille royale pour désigner la première Miss Wrestlemania. Elle a été éliminée par Beth Phoenix et c'est Santino Marella qui a remporté le match.
En 2018, elle fait une apparition dans le Royal Rumble.